# Blackwell, Bolsover
Blackwell är en ort och civil parish i Storbritannien.   Den ligger i distriktet Bolsover i grevskapet Derbyshire i riksdelen England, i den södra delen av landet, 200 km norr om huvudstaden London. Blackwell ligger 119 meter över havet och antalet invånare är 3 037. Inom Blackwell Civil parish finns även byarna  Hilcote, Newton och Westhouses. 
Terrängen runt Blackwell är platt. Runt Blackwell är det tätbefolkat, med 982 invånare per kvadratkilometer. Närmaste större samhälle är Chesterfield, 15,8 km norr om Blackwell. Trakten runt Blackwell består till största delen av jordbruksmark.